# Käthe Heinemann

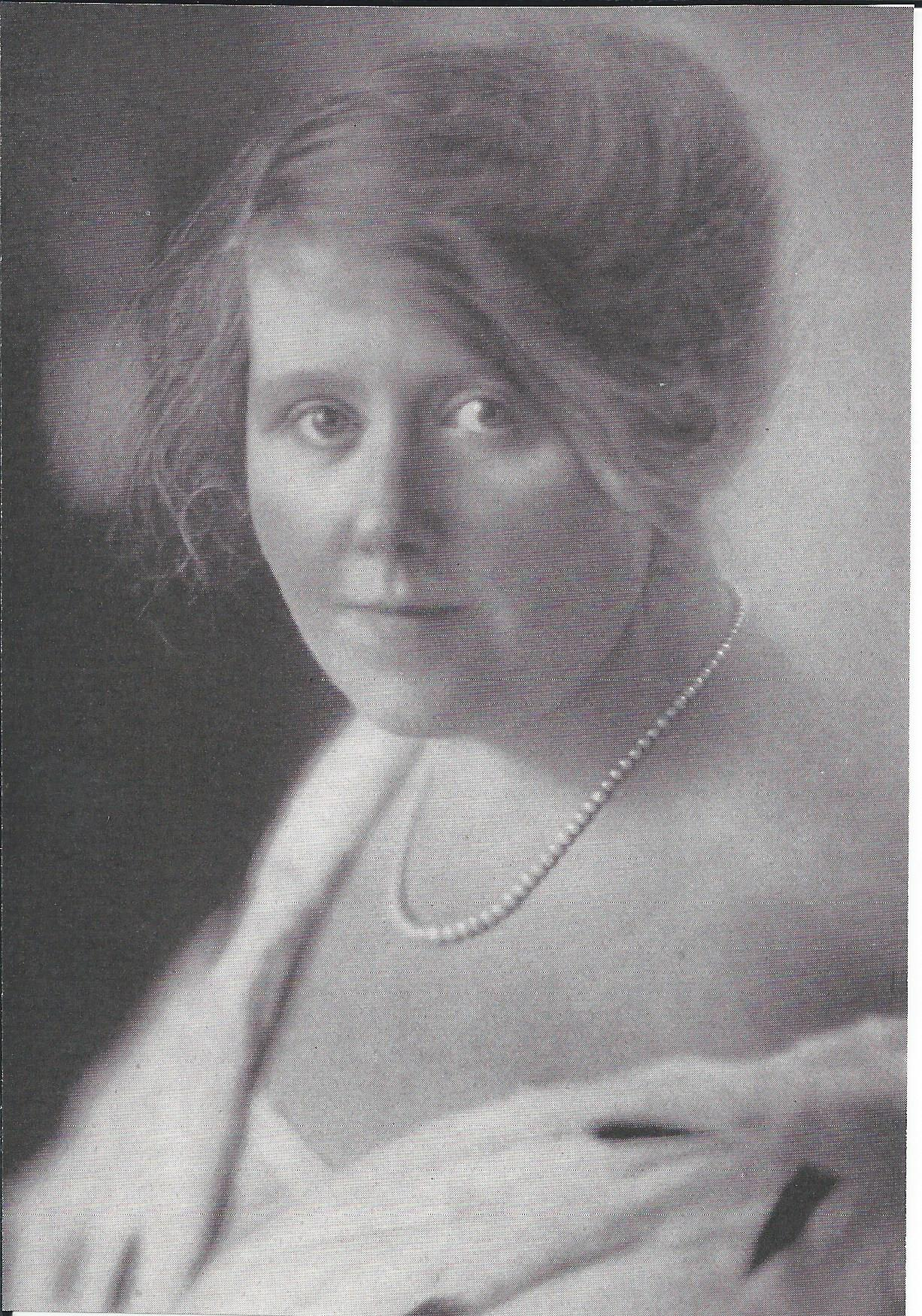
Käthe Heinemann, ca. 1929

Käthe Heinemann (* 10. November 1891 in Spandau; † 7. April 1975 in Berlin-Spandau) war eine deutsche Pianistin und Musikpädagogin.

## Leben
Käthe Heinemann wurde als Tochter des Komponisten Wilhelm Heinemann (1862–1952) geboren. Sie wuchs in Berlin-Spandau in dem nach ihrem Vater benannten „Heinemannschen Haus“ am Behnitz 5 neben der Spandauer Schleuse auf. Ihr Vater war Gründer des Spandauer Konservatoriums. Wilhelm Heinemann erkannte frühzeitig das Talent seiner Tochter und förderte ihre musikalische Ausbildung, indem er sie selbst intensiv unterrichtete. Insbesondere ihr technisches Können fiel auf. Im Alter von zehn Jahren trat sie erstmals öffentlich mit einem eigenen Konzert auf; sie erhielt von Musikkritikern den Beinamen „Spandauer Wunderkind“. Der Komponist und Pianist Eugen d’Albert übernahm persönlich, neben einigen anderen Lehrern, ihre weitere Ausbildung.
Von 1902 bis mindestens 1904 erhielt sie an der Franz-Liszt-Akademie in Berlin und Gotha Unterricht von der Liszt-Schülerin Martha Remmert (1853–1941). Ab dem Alter von 14 Jahren war Käthe Heinemann selbst als Musikpädagogin und Musiklehrerin für Klavierschüler tätig. 1915 erhielt sie einen Lehrauftrag für Klavier am Hüttner-Konservatorium (Hüttner-Hochschule für Musik) in Dortmund; sie leitete dort zwei Jahre die normalerweise nur von Professoren unterrichtete Meisterklasse. 1925 wurde sie Mitglied der Prüfungskommission der Hochschule für Musik Berlin. Zu ihren Schülern zählte Hertha Klust, die u. a. Dietrich Fischer-Dieskau begleitete.
Von 1920 bis 1933 hatte Heinemann als Konzertpianistin große Erfolge. Sie spielte als Solistin u. a. mit den Berliner Philharmonikern, dem Gewandhausorchester Leipzig, dem Gürzenich-Orchester Köln und den Wiener Philharmonikern. Sie arbeitete mit Dirigenten wie Arthur Nikisch, Erich Kleiber, Carl Schuricht, Alfredo Casella und Karl Ristenpart. Zu Beginn des Jahres 1926 spielte sie den Solopart der Uraufführung des Konzerts für Klavier und Orchester (op. 72) des Komponisten Paul Graener mit dem Philharmonischen Orchester Hagen unter der Leitung von Hans Weisbach. Nach dem Zweiten Weltkrieg trat sie als Solistin gemeinsam mit dem RIAS-Symphonie-Orchester (RSO) und dem RIAS-Kammerorchester auf. Im Januar 1948 spielte sie beim Gedenkkonzert zum Todestag von Lenin im Haus der Kultur der Sowjetunion in Berlin die Appassionata f-moll von Ludwig van Beethoven und die Revolutionsetüde von Frédéric Chopin; außerdem begleitete sie den Schauspieler und Sänger Ernst Busch bei vier russischen Liedern am Flügel.
Heinemann konzertierte und unterrichtete bis ins hohe Alter. Sie gab jährlich Konzerte für die Bevölkerung in ihrem Heimatort Spandau, so auch bereits am 25. Januar 1935 in Koch’s Bismarcksälen. An ihrem 80. Geburtstag spielte sie das Klavierkonzert Nr. 4 von Ludwig van Beethoven mit dem Haydn-Orchester Berlin. Neben der Musik gehörte ihre Leidenschaft dem Schwimmen. Bis ins Seniorenalter ging sie bei jedem Wetter ins Schwimmbad der Wasserfreunde Spandau 04 in der Alten Militär-Schwimmanstalt Spandau.
Käthe Heinemann starb 1975 mit 84 Jahren in Spandau. Sie wurde auf dem Friedhof In den Kisseln in Berlin-Spandau beigesetzt. Die Grabstätte wurde mittlerweile jedoch aufgelassen.
Heinemann wurde mit dem Bundesverdienstkreuz ausgezeichnet. Der Käthe-Heinemann-Weg im Berliner Ortsteil Staaken ist nach ihr benannt. Die Vorschlagsliste, in der auch der Name Käthe Heinemanns genannt wurde, wurde von der Arbeitsgemeinschaft sozialdemokratischer Frauen erarbeitet.

## Aufnahmen
- Welte, Edwin, Bockisch, Karl. Reproduktionen nach Künstlern u. Komponisten geordnet. Freiburg i.Br.: M.Welte & Söhne, 1925. Rollennummern: 3834, 3835, 3836, 3837, 3838, 3839, 3840, 3841, 3842, 3843, 3844, 3845, 3846, 3847, 3848, 3849, 3850, 3851, 3852, 3853
- Frédéric Chopin, Berceuse, Electrola Gesellschaft m.b.H, Nowawes und Berlin, Kat.Nr. E.G.1465, (8-45522), ca. 1929
- Clemens Schmalstich, Konzertetude op. 81, „Die Quelle“, Electrola Gesellschaft m.b.H, Nowawes und Berlin, Kat.Nr. E.G.1465, (8-45523), ca. 1929
- Kurt Stiebitz, Sonate Es-Dur, op. 76, für Klavier, RIAS Berlin, Schallaufnahme 5. Juni 1961, Auftragsnummer 213-802, Sendung am 12. Juni 1961, Archiv: Deutschland Radio Kultur Nr. 42–13802

## Ehrungen
- 1972: Verdienstkreuz am Bande der Bundesrepublik Deutschland
- 1996: Straßenbenennung (Käthe-Heinemann-Weg) in Berlin-Staaken